# Ninurta Patera
La Ninurta Patera è una struttura geologica della superficie di Io.